# ستریمید
ستریمید یا آلکیل‌تری‌متیل‌آمونیوم برمید، یک ضدعفونی‌کننده است که مخلوطی از سه ترکیب آمونیوم نوع چهارم شامل: تترادونیوم برمید (TTAB یا MITMAB)، ستریمیوم برمید (CTAB)، و لائورتریمونیوم برمید (DTAB یا LTAB) است. این محصول اولین بار توسط شرکت آی‌سی‌آی کشف و توسعه یافت و با نام تجاری Cetavlon معرفی شد. به صورت محلول %۱ تا %۳ برای تمیز کردن زخم‌های ناشی از تصادفات رانندگی استفاده می‌شود. آی‌سی‌آی همچنین ساولن را که ترکیبی از ستریمید و کلرهگزیدین بود معرفی کرد. بعدها آی‌سی‌آی برند ساولن را  در ماه مه ۱۹۹۲به جانسون اند جانسون واگذار کرد.